# Kerk van Grüfflingen

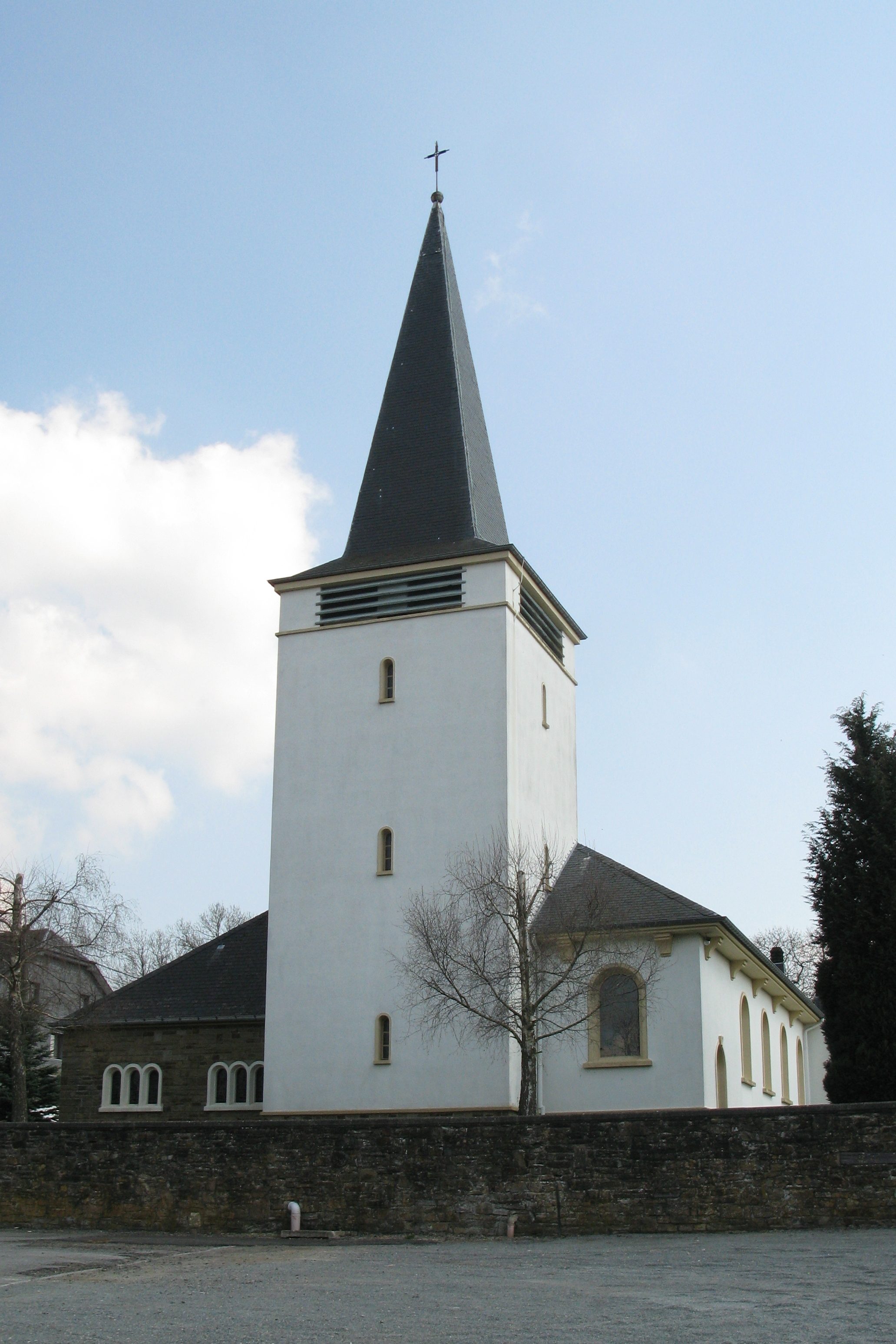
Kerk van Grüfflingen

De kerk van Grüfflingen is de parochiekerk van de tot de Luikse gemeente Burg-Reuland behorende plaats Grüfflingen.

## Geschiedenis
De eerste kapel kwam in 1677. Vanaf 1697 werden er Missen in opgedragen. In 1752 en 1893 werd de kapel gerestaureerd en vernieuwd. De kapel was echter klein. In 1955 werd begonnen met de bouw van een kerk. In 1956 werd de kerk ingewijd. Het is een modern kerkgebouw met voorgebouwde toren. De kerk heeft interessante glas-in-loodramen en kruiswegstaties die uit mozaïekstenen zijn vervaardigd.